# 鈴木一郎 (政治家)
鈴木 一郎（すずき いちろう、1934年6月23日 - 2013年3月10日）は、日本の政治家、農林官僚。大分県中津市長（4期16年間）。

## 人物
大分県中津市出身の医師、鈴木圭吉の長男。圭吉は京都帝国大学卒業後、1939年に杵築市で医院開業。一郎は杵築市で育つ。杵築小学校、杵築中学校から東京都立日比谷高等学校に入学。東京大学法学部を卒業後、1957年農林省入省。水産庁参事官、通産省貿易局農水産課長、構造改善局課長、九州農政局次長、東京営林局長、東北農政局長などを歴任。1987年、中津市長に当選。2003年まで4期16年間、財政再建、教育文化施設の整備、中津港の拡充、ダイハツの誘致などに努めた。ダイハツ九州は中津を本社とし、工場は2004年に操業を開始して雇用を生み出している。
市長在任中の2001年2月に中津競馬場廃止を関係者に通告することなく表明した。厩舎関係者に一切補償をしない内容で市議会も廃止を承認した。中津競馬は1995年度から単年度収支で赤字を計上し続け、2000年までの累計赤字は21億円に達していた。中津競馬場の廃止が端緒となり2001年以降、三条競馬場（新潟県）、新潟競馬、益田競馬場（島根県）、足利競馬場（栃木県）、上山競馬場（山形県）が廃止された。